# Joseph Petzval

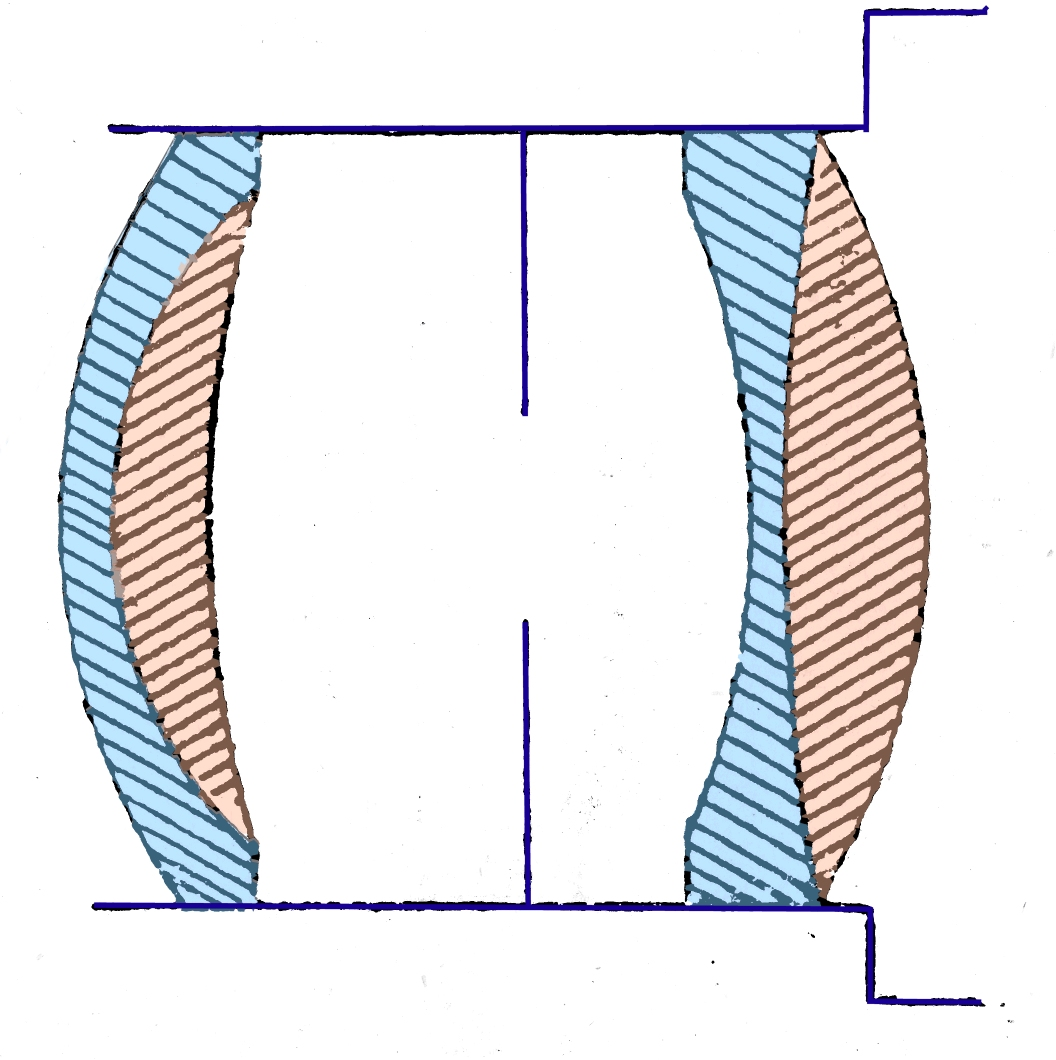
Schéma montrant l'objectif réalisé par Petzval en 1841, formé de deux doublets séparés par un diaphragme

Joseph Petzval, (Petzval József en hongrois, Joseph Maximilian Petzval en allemand) né le 6 janvier 1807 à Szepesbéla dans le Royaume de Hongrie (actuelle Slovaquie) et mort le 17 septembre 1891 à Vienne, est un mathématicien, inventeur et physicien hongrois allemand des Carpates,,.

## Biographie
Diplômé en 1828, il exerce dans la ville de Prague pendant 7 ans dans le domaine du génie urbain. Membre du « club de Fürstenhof », réunissant les curieux de photographie de Vienne, il est un précurseur par la réalisation en 1839 du premier calcul d'un objectif avec une ouverture lumineuse élevée pour la photographie de portrait qui, compte tenu de la très faible sensibilité des supports photographiques de l'époque, nécessitait des objectifs très lumineux pour éviter le flou de bougé.
L'ouverture ainsi obtenue pouvait atteindre f/3.7, un chiffre très médiocre d'après les critères actuels, mais qui était considérablement supérieur aux performances des objectifs disponibles auparavant.
L'objectif réalisé par Petzval était formé de deux doublets composés chacun de deux lentilles de verre différent (crown, en rose sur le schéma, et flint, en bleu), et comportait un diaphragme entre les deux doublets. Le doublet antérieur corrigeait l'aberration de sphéricité, mais en introduisant de la coma, corrigée partiellement par le second doublet. Le diaphragme réduisait l'astigmatisme. Mais l'ensemble introduisait beaucoup de courbure de champ et de vignettage, liés à la grande ouverture, ce qui restreignait en pratique l'angle de champ à environ 30°.

## Objectifs de Petzval

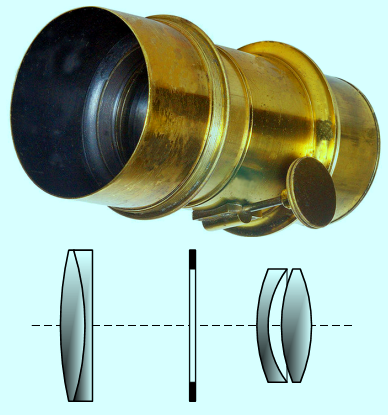
Schéma montrant l'objectif réalisé par Petzval en 1841, formé de deux doublets séparés par un diaphragme.
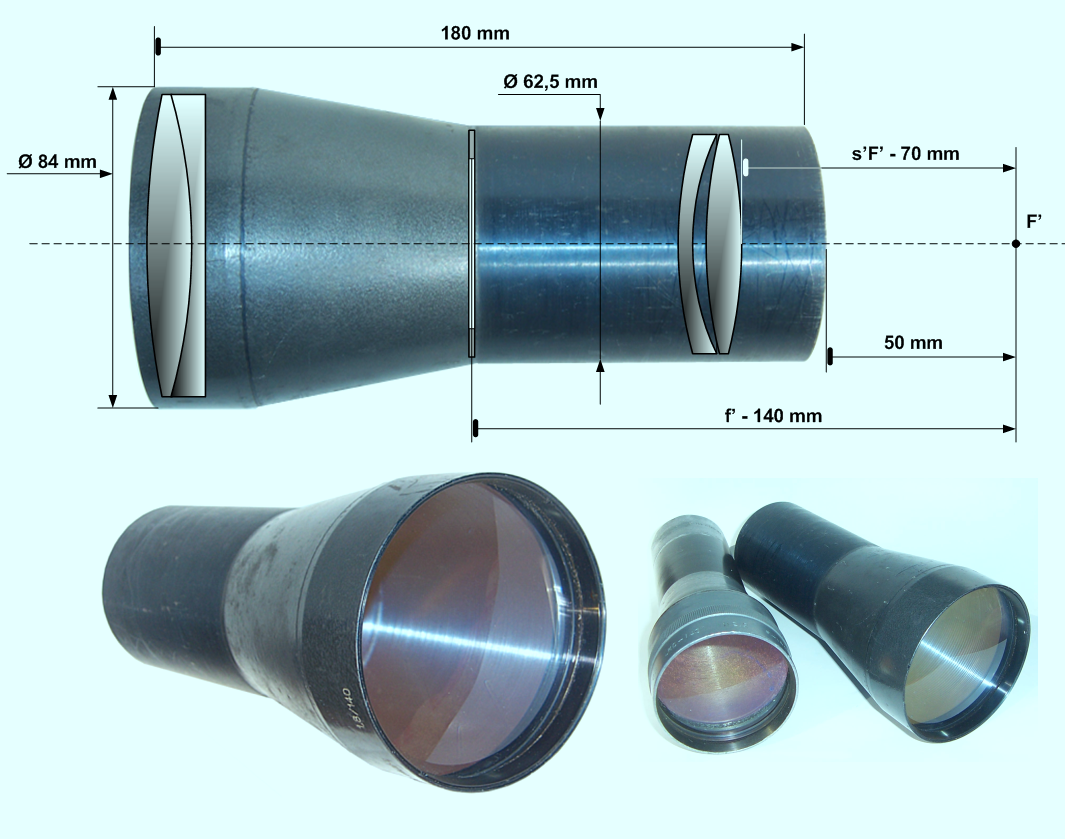
Objectif type Petzval pour projection.
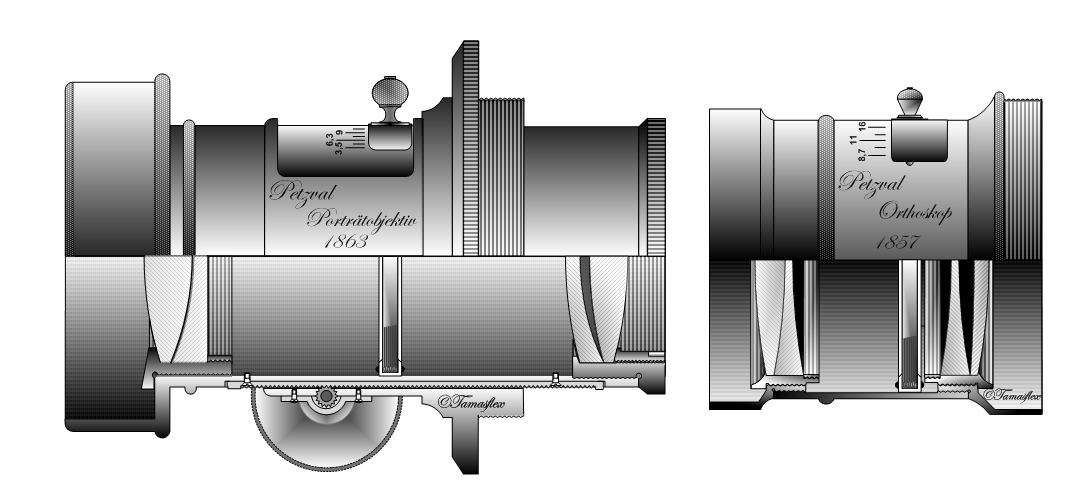
Objectifs Petzval.